# 烛台

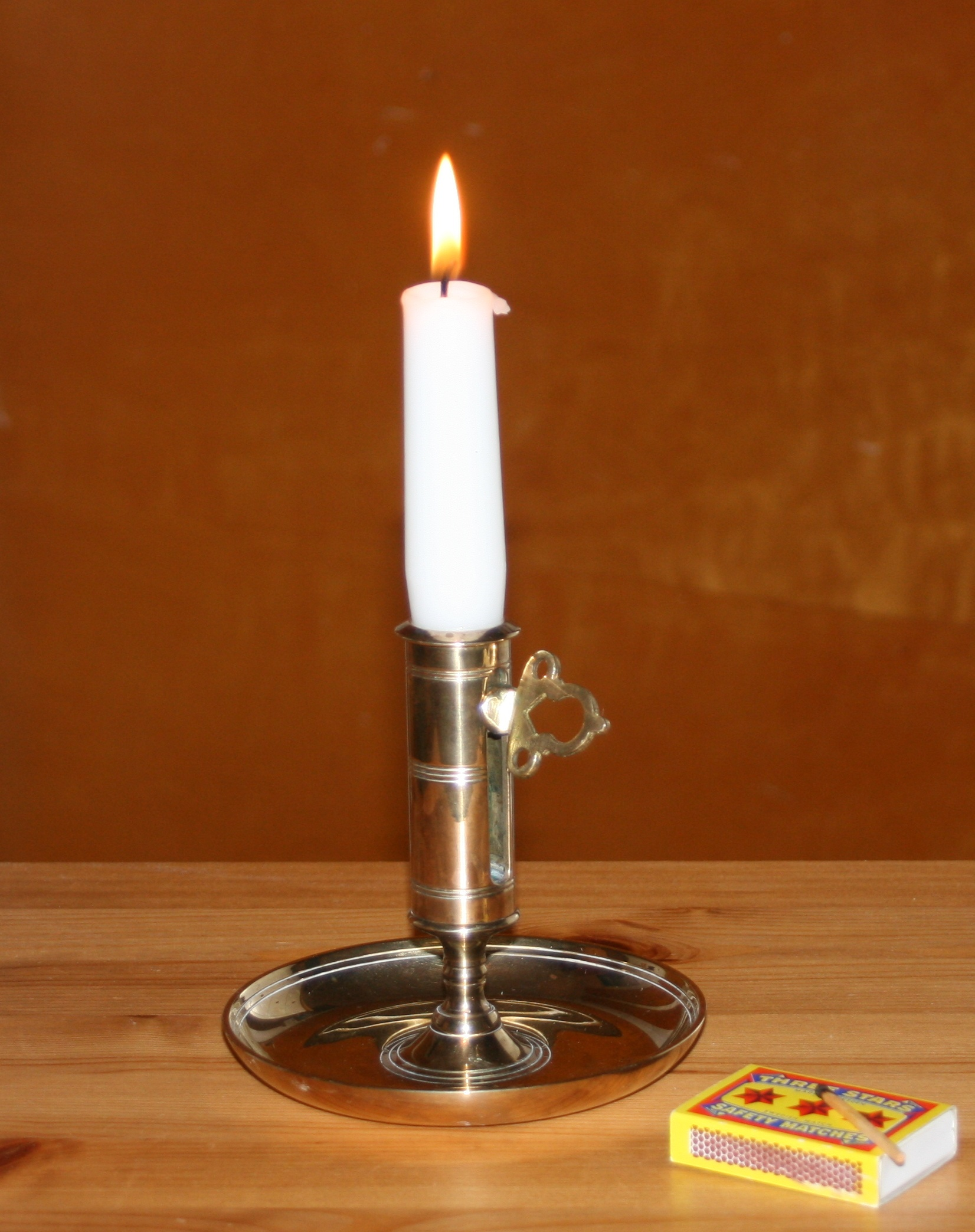
一个盛放着燃烧中的蜡烛的烛台。

烛台（英語：candlestick、chamberstick或candelabrum）（复数：枝状大烛台）是一種放置蜡烛的器具。

## 历史
“烛台”一名源自该设备的目的，它是确保燃烧中的蜡烛安全、稳固的放置器。烛台会有一个托杯或者尖钉（或在某些设计中两者都有），以确保蜡烛稳固在适当位置。《Webster's II New College Dictionary》将烛台定义为“一种通常用于固定蜡烛的装饰性支架”。
虽然电力照明已经淘汰了世界上许多地方的蜡烛，但烛台和枝状大烛台仍在西方的一些家庭作为装饰元素使用，或者在特殊场合用于增添气氛。在电力服务普及前，会使用一种小型的“chambersticks”将蜡烛带入卧室，它比普通烛台更短，并且有一个烛盘来托放蜡滴。

## 尖钉烛台（立钎式）

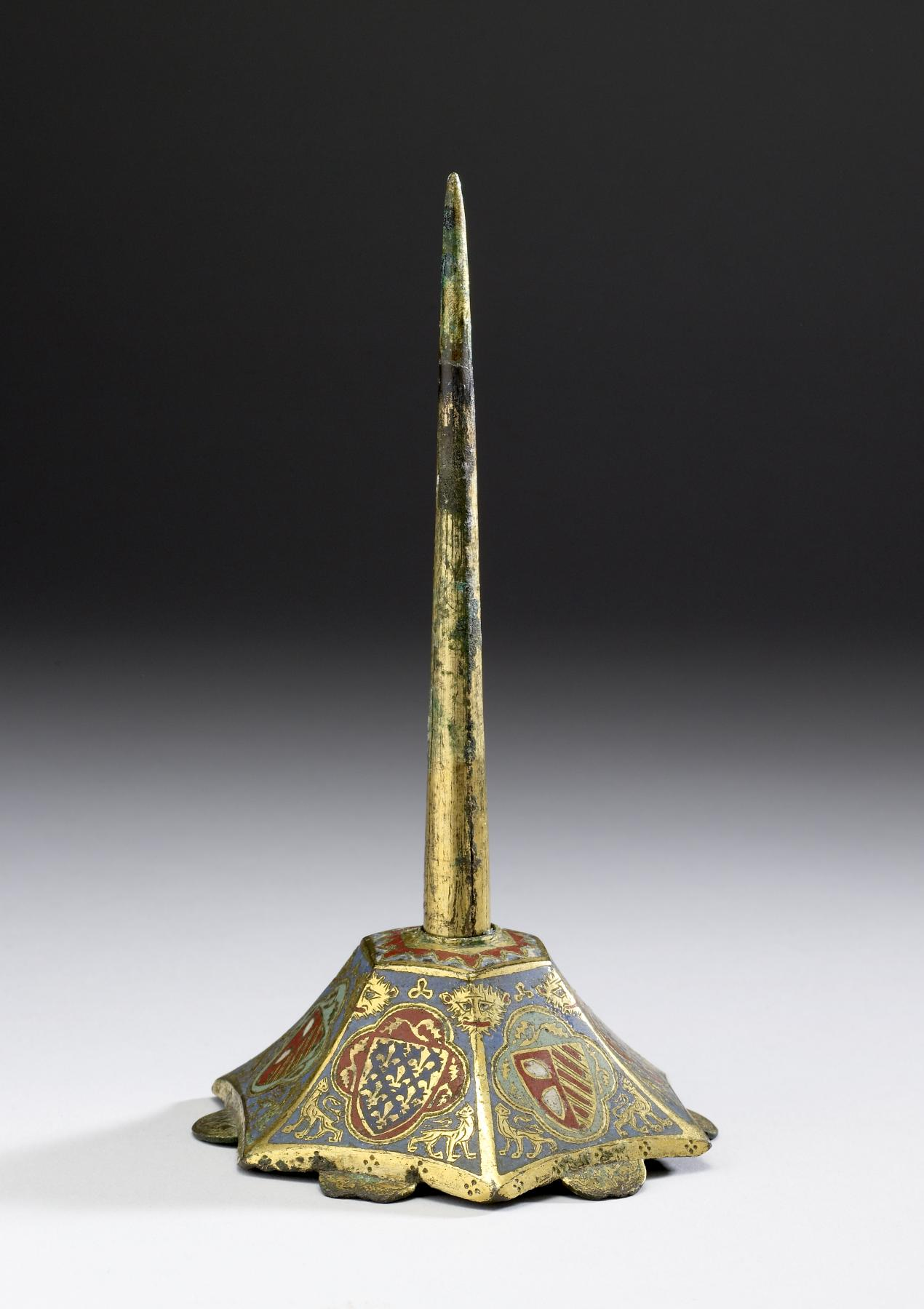
一个立钎式（Pricket）烛台

“pricket”是一种用一根立钎来放置蜡烛、使其保持直立的烛台。 

## 宗教用途
蜡烛和烛台经常用于宗教仪式和精神用途，既有功能性并具有象征性的灯光。在犹太人的家里，每个星期五的日落会点燃两根蜡烛标志着安息日的开始，因此烛台经常出现。基于古代耶路撒冷圣殿中使用的烛光的被称为梅诺拉的七分支烛台是以色列的国家象征。在许多犹太人家中还有另一种特别的烛台“Hanukiah”，上面有8+1根蜡烛。
基督教教堂中经常会发现高大的烛台和祭坛灯，東儀天主教會和东正教主教使用一套特别的两分支和三分支叫做雙枝燭臺和三枝燭臺的烛台来祝福礼拜的人们。
- 两个鱼形玻璃烛台（1845年-1865年）
- 狗形烛台（1800年）
- 陶瓷烛台（19世纪）

在佛教，燭臺是“三具足”之一，屬於四曼中之羯磨曼。在臺灣民間信仰中列為“花矸五使”。